# مكتبة هنتنغتون

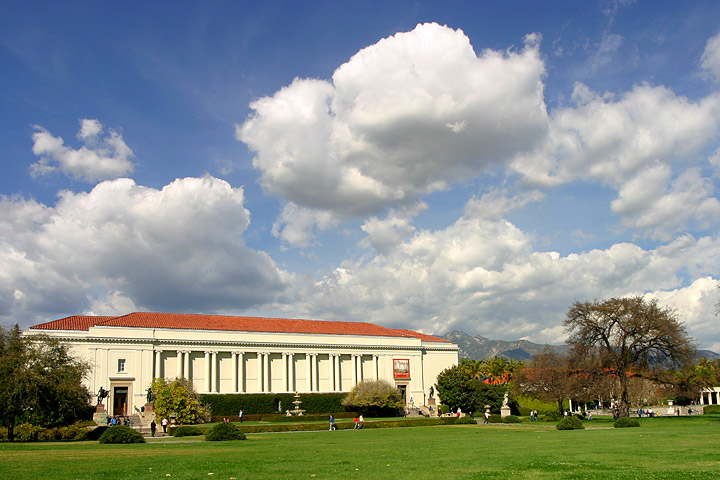
مكتبة هنتنغتون

مكتبة هنتنغتون (بالإنجليزية: Huntington Library)‏ هي حديقة تضم متاحف ومكتبة ومعارض تم تأسيسها من قبل هنري هنتنغتون، تقع في سان مارينو، كاليفورنيا، الولايات المتحدة. يضم المجمع مقتنيات من الفن الأوروبي تعود للقرن الثامن والتاسع عشر بالإضافة إلى مقتنيات من الفن الأمريكي يعود بعضها للقرن السابع عشر. كما أن الموقع يمتد على مساحة 120 آكر من الحدائق النباتية والتي من أشهرها الحديقة اليابانية، والحديقة الصحراوية، والحديقة الصينية.